# هرود آگریپا
هرود اگریپا (انگلیسی: Herod Agrippa; ح. 11 پیش از میلاد – ح. میلادی ۴۴ (سن حدود ۵۴)) آخرین پادشاه یهودی دودمان هرودیان نوه هرود بزرگ بود.